# تونغلينغ
تونغلينغ (بالصينية المبسطة: 铜陵؛ بالصينية التقليدية: 銅陵) هي مدينة من مدن الصين. يبلغ عدد سكانها 741500 نسمة حسب إحصائيات سنة 2011. تبلغ مساحتها 2924 كم².

## توأمة
لتونغلينغ اتفاقيات توأمة مع كل من:
- Borough of Halton [الإنجليزية]‏
- أنتوفاغاستا
- فاريزي
- ليريا
- Skellefteå Municipality [الإنجليزية]‏